# 1845 Helewalda
1845 Helewalda је астероид главног астероидног појаса чија средња удаљеност од Сунца износи 2,970 астрономских јединица (АЈ).
Апсолутна магнитуда астероида је 11,3.